# Heligmomerus somalicus
Heligmomerus somalicus là một loài nhện trong họ Idiopidae.
Loài này thuộc chi Heligmomerus. Heligmomerus somalicus được Mary Agard Pocock miêu tả năm 1896.